# Агроппи, Альдо
Альдо Агроппи (14 апреля 1944, Пьомбино, Тоскана — 2 января 2025, Пьомбино, Тоскана) — итальянский футболист, полузащитник. По завершении игровой карьеры — футбольный тренер. Выступал за «Торино», с которым дважды становился обладателем Кубка Италии, а также национальную сборную Италии.

## Игровая карьера

### Клубная карьера
Родился 14 апреля 1944 года в городе Пьомбино. Воспитанник юношеских команд клуба «Пьомбино». В профессиональном футболе 16-летний игрок дебютировал 1960 в году выступлениями за клуб «Пьомбино», в котором провел 3 матча. Впоследствии перешёл в «Торино», где три года выступал за молодёжные команды, после чего с 1964 по 1967 год играл на условиях аренды в составе команд «Дженоа», «Тернана» и «Потенца».
В 1967 году дебютировал за основную команду «Торино» в Серии A. Сыграл за туринскую команду следующие восемь сезонов своей игровой карьеры. Большую часть времени, проведенного в составе «Торино», был основным игроком команды. За это время дважды завоевывал титул обладателя Кубка Италии.
Завершил профессиональную игровую карьеру в клубе «Перуджа», за которую выступал на протяжении 1975—1977 годов.

### Выступления за сборную
В 1972 году дебютировал в официальных матчах в составе сборной Италии. В течение карьеры в национальной команде, которая длилась 2 года, провёл в форме главной команды страны 5 матчей.

## Карьера тренера
Начал тренерскую карьеру вскоре после завершения карьеры игрока, в 1978 году в качестве тренера молодёжной команды клуба «Перуджа». В дальнейшем возглавлял такие команды, как «Пескара», «Пиза», «Падова», «Перуджа», «Фиорентина» и «Комо».
Последним местом тренерской работы был клуб «Фиорентина», которую Альдо Агроппи возглавлял в качестве главного тренера до 1993 года.
Агроппи умер 2 января 2025 года от пневмонии в Пьомбино в возрасте 80 лет.

## Достижения
- Обладатель Кубка Италии (2): 1967/68, 1970/71